# Guapiaçu
Guapiaçu es un municipio brasilero del estado de São Paulo. Tiene 17.869 habitantes (IBGE/2010) y un área de 326 km².
Se localiza en el norte del estado, a 15 km de São José do Río Preto. El nombre viene del Tupí y significa "Gran cabecera (de río)".

## Historia
Los primeros pobladores surgieron a finales del siglo XIX. Construyeron casas de palo en un pequeño descampado, más tarde denominado "Largo de la Iglesia".
En el comienzo del siglo XX, Guapiaçu era una villa con el nombre de "Arroyo Claro". El 28 de noviembre de 1927 la Villa es elevada a distrito. Su nombre pasa a ser Guapiaçu a partir de 1945.
Guapiaçu se torna oficialmente municipio el 30 de noviembre de 1953, con la emancipación de Río Preto. La cámara municipal fue instalada el 1 de enero de 1955.

## Geografía
Se localiza a una latitud 20º47'42" sur y a una longitud 49º13'13" oeste, estando a una altitud de 505 metros.

### Demografía
Datos del Censo - 2010
Población total: 17.869
- Urbana: 15.805

Densidad demográfica (hab./km²): 54,8
Mortalidad infantil hasta 1 año (por mil): 8,28
Expectativa de vida (años): 75,91
Tasa de fertilidad (hijos por mujer): 2,11
Tasa de alfabetización: 90,26%
Índice de Desarrollo Humano (IDH-M): 0,817
- IDH-M Salario: 0,741
- IDH-M Longevidad: 0,849
- IDH-M Educación: 0,860

(Fuente: IPEADATA)

## Economía
La Industria es el sector más relevante de la economía de Guapiaçu, con el 53,1% del PIB. El sector terciário corresponde a 39,4% del PIB, y a Agropecuaria es 7,3%.

## Carreteras
- SP-425 Carretera Assis Chateaubriand
- BR-265 (Trecho de la SP-425)

## Administración
- Prefeita: Maria Ivanete Hernandes Vetorasso (2009/2012)
- Viceprefecto: José Pulici Sobrino
- Presidente de la cámara: (2009/2010)